# DeLaval
DeLaval — шведська компанія, виробник молочного та сільськогосподарського обладнання з головним офісом у місті Тумба, і є частиною групи Tetra Laval. Компанія має 18 заводів по всьому світу, на яких працює понад 4500 людей.

## Історія
З 1870-х років Густав де Лаваль (1845—1913) розробляв машини для молочної промисловості, включаючи перший відцентровий сепаратор молока та вершків і перші доїльні машини. Його перший сепаратор був запатентований у 1887 році, а перший доїльний апарат — у 1894 році. З початку 1880-х років вершковий сепаратор де Лаваля пропагувався на міжнародному рівні. Наприклад, лондонська компанія Dairy Supply Co представила вершковий сепаратор на виставці Dairy Show у Лондоні в 1891 році.

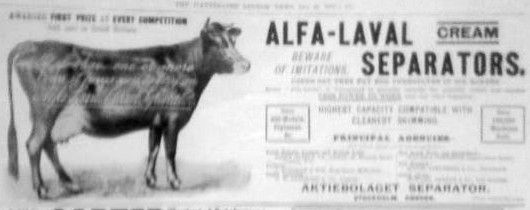
Оголошення 1899 року

У 1883 році де Лаваль і Оскар Ламм заснували в Стокгольмі компанію Aktiebolaget Separator (скорочено AB Separator). У перший рік компанія побудувала 53 молокосепаратори, з яких 37 пішли на експорт.

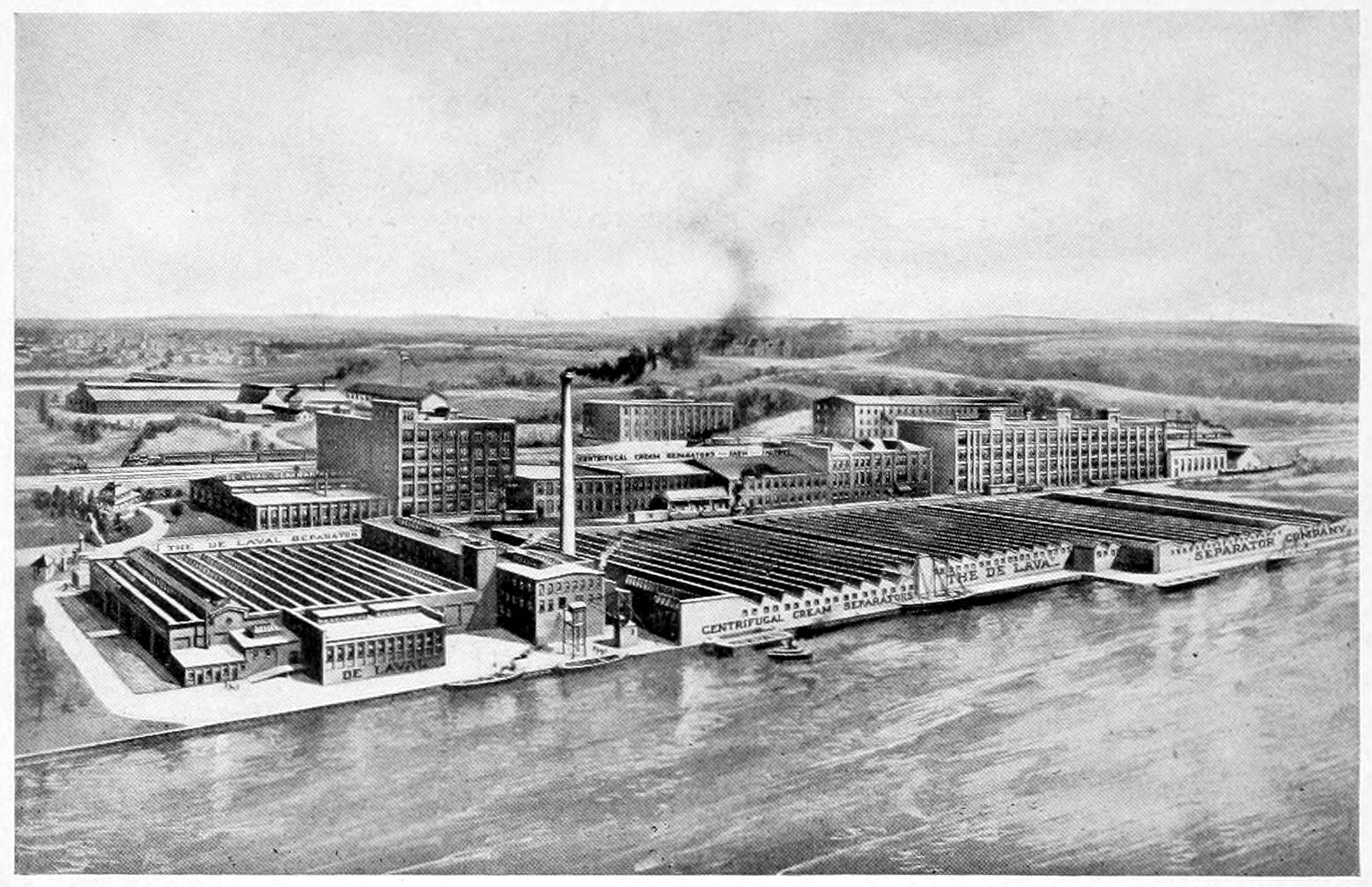
De Laval Separator Company, Poughkeepsie, NY, 1920

У 1888 році в США компанія заснувала De Laval Cream Separator Co. як дочірню компанію з торговим офісом у Нью-Йорку та виробничими потужностями в Пукіпсі (Нью-Йорк). Іншою компанією, яку Густав де Лаваль заснував у Сполучених Штатах у 1901 році, була De Laval Steam Turbine Company у Трентоні.
У Швеції компанія AB Separator відкрила свою першу фабрику в Гамрі в 1898 році. У 1903 році компанія ініціювала проведення національного сільськогосподарського ярмарку, а в 1911 році — Міжнародного молочного конгресу. У 1943 році відкрили Гамрівську сільськогосподарську школу. У 1985 році ферма Гамра стала окремою компанією.
Компанія почала продавати першу комерційно практичну доїльну машину в 1918 році, уже після смерті Густава де Лаваля в 1913 році. У 1963 році компанія була перейменована з AB Separator на Alfa-Laval (до 1993 року писалася через дефіс). У 1991 році Альфа-Лаваль викупила компанія Tetra Pak. У 1993 році підрозділ, який виробляв молочне та сільськогосподарське обладнання, було відокремлено від Alfa Laval і названо Alfa Laval Agri. Обидві компанії стали частиною групи Тетра Лаваль. У 2000 році Tetra Laval Group продала Alfa Laval, а Alfa Laval Agri зберегла та перейменувала в DeLaval на честь засновника компанії. Альфа Лаваль продовжує розробляти спеціалізовані продукти та рішення для важкої промисловості.
У 2020 році DeLaval купила бізнес з доїльного обладнання «milkrite | InterPuls» у британської компанії Avon Rubber.